# Netzschalter

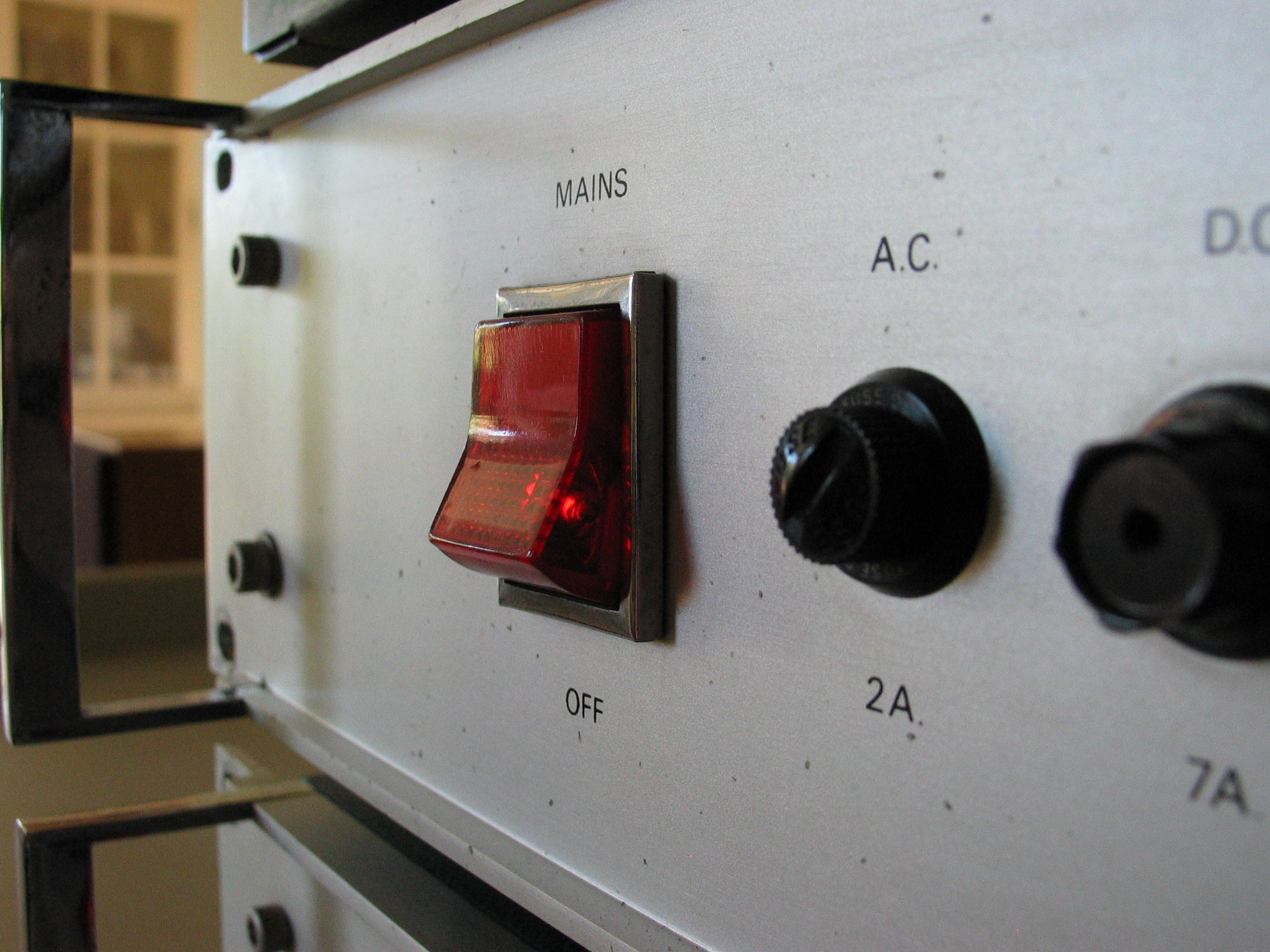
Netzschalter (rot) an einem Elektrogerät

Ein Netzschalter ist ein Schalter, der in der Lage ist, einen Verbraucher (Verbrauchsmittel) mindestens einpolig vom Stromnetz zu trennen.
Je nach angeschlossener zu schaltender Last und Art des Verbrauchers gibt es verschiedene Bauformen. So müssen Schutzklasse-II-Geräte (Schuko) beidpolig abgeschaltet werden, um zu vermeiden, dass das Gerät bei Erdschluss trotz ausgeschaltetem Netzschalter weiterarbeitet.
Netzschalter sind mindestens Lasttrennschalter, das heißt, sie sind dafür vorgesehen, den Laststrom (Nennstrom) des Gerätes ein- und auszuschalten.
Netzschalter können so konstruiert sein, dass sie weitere Sicherheitsfunktionen erfüllen:
- sichere elektrische Trennung: Trennschalter trennen beidpolig und besitzen Luft- und Kriechstrecken, die ein sicheres Arbeiten jenseits des abgeschalteten Netzschalters ermöglichen, sie sind hierzu mit einem Vorhängeschloss abschließbar.
- Ein- und Ausschalten des Kurzschlussstromes (siehe Leistungsschalter)
- Erfüllen der Nothalt-Funktion: wie vor, jedoch zugänglich und rot-gelb gekennzeichnet.

Die Benutzung des Netzschalters ist eine Möglichkeit zum Energiesparen. Ob ein Gerät einen echten Netzschalter besitzt oder eventuell nur einen Niederspannungsschalter (siehe Schein-Aus), kann man unter Umständen schwer erkennen, ohne das Gerät zu öffnen. Netzspannungsbetriebene Geräte dürfen jedoch nur von Fachleuten geöffnet werden. Netzschalter tragen im Gegensatz zu Niederspannungsschaltern oft mehrere Prüfzeichen verschiedener nationaler elektrotechnischer Zulassungsgremien.
Wenn an einem Gerät kein Netzschalter vorhanden ist, kann stattdessen eine schaltbare Steckdosenleiste verwendet werden.